# Моторизованная пехота
Моторизо́ванная пехо́та — разновидность пехоты, оснащённая колёсной и гусеничной техникой для повышения её мобильности.
На данном историческом этапе в некоторых государствах в качестве синонима моторизованной пехоты также употребляется термин лёгкая пехота (англ. light Infantry).

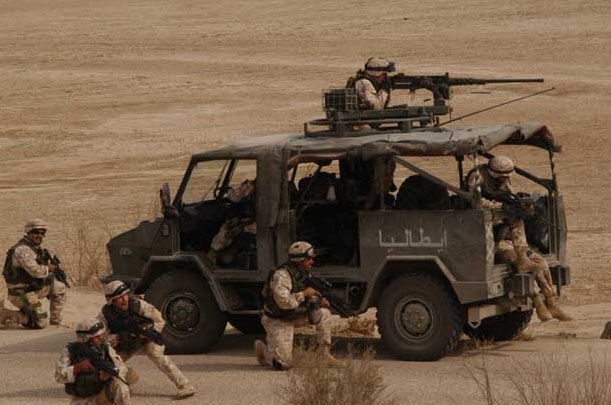
Лёгкая (моторизованная) пехота
Вооружённых сил Италии.
Ирак. 2006 год.

## Терминология

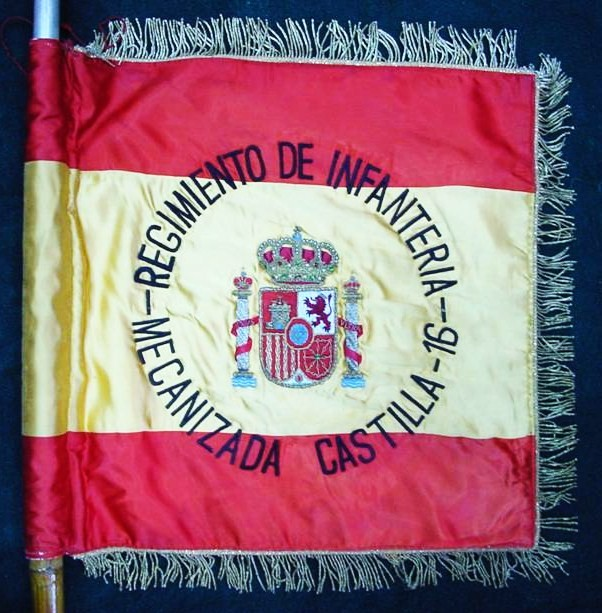
Боевое знамя
16-го полка механизированной пехоты «Кастилья»

В некоторых источниках позднего периода существования СССР встречается определение моторизованной пехоты и мотопехоты, как тождественное современному определению мотострелковые войска, что согласно терминологии, принятой в остальном мире, кроме России, не является верным. На данном историческом этапе аналог мотострелковых войск РФ в других государствах именуется термином механизированная пехота. Также в англоязычных источниках встречается термин armoured infantry, (дословный перевод: «бронированная пехота»).
В государствах бывшего СССР, кроме России, для обозначения пехотных воинских частей и соединений используется термин механизированный(-ая). К примеру, 24-я отдельная механизированная бригада в составе ВС Украины или 7-я отдельная механизированная бригада в составе ВС Казахстана.
Касательно современных пехотных формирований других стран, термины мотопехота и моторизованная пехота (линейная моторизованная) встречается только в русском языке.
Для обозначения пехотных частей и соединений в составе вооружённых сил государств используются следующие термины:батальон механизированной пехоты (англ. mechanised infantry battalion), полк механизированной пехоты (англ. mechanised infantry regiment), бригада механизированной пехоты (англ. mechanised infantry brigade). В иностранных аналитических источниках касательно описания состава Сухопутных войск России и некоторых государств СНГ, как обобщающий термин для пехоты применяется определение Mechanised, а для описания частей и соединений термин мотострелковый (англ. motor rifle).
Принципиальным различием моторизованной пехоты и механизированной пехоты считается наличие у последней бронированных боевых машин, имеющих вооружение, позволяющее вести бой с противником. 
На современном этапе пехотные формирования, передвигающиеся на автомобилях, принято называть лёгкой пехотой (англ. Light infantry).

## История
В 20-е годы XX века военные теоретики выдвигали различные концепции взаимодействия на поле боя танковых подразделений и подразделений пехоты. Главным условием взаимодействия являлась мобильность пехотных подразделений, которые должны были действовать сообща с танковыми. Для обеспечения мобильности требовалось предоставление пехоте средств транспортировки личного состава. По замыслу теоретиков мобильная пехота (мотопехота) в составе танковых соединений должна была уничтожать противотанковые артиллерийские подразделения и солдат противника, вооружённых ручным противотанковым оружием, оказывать артиллерийскую поддержку и занимать позиции под прикрытием танков.
Главным преимуществом моторизации пехоты считалась доставка военнослужащих к полю боя, избавлявшая от изнурительных длительных пеших марш-бросков, вследствие чего пехота вступала в бой свежей и полной сил.

### Довоенный период

#### Германия

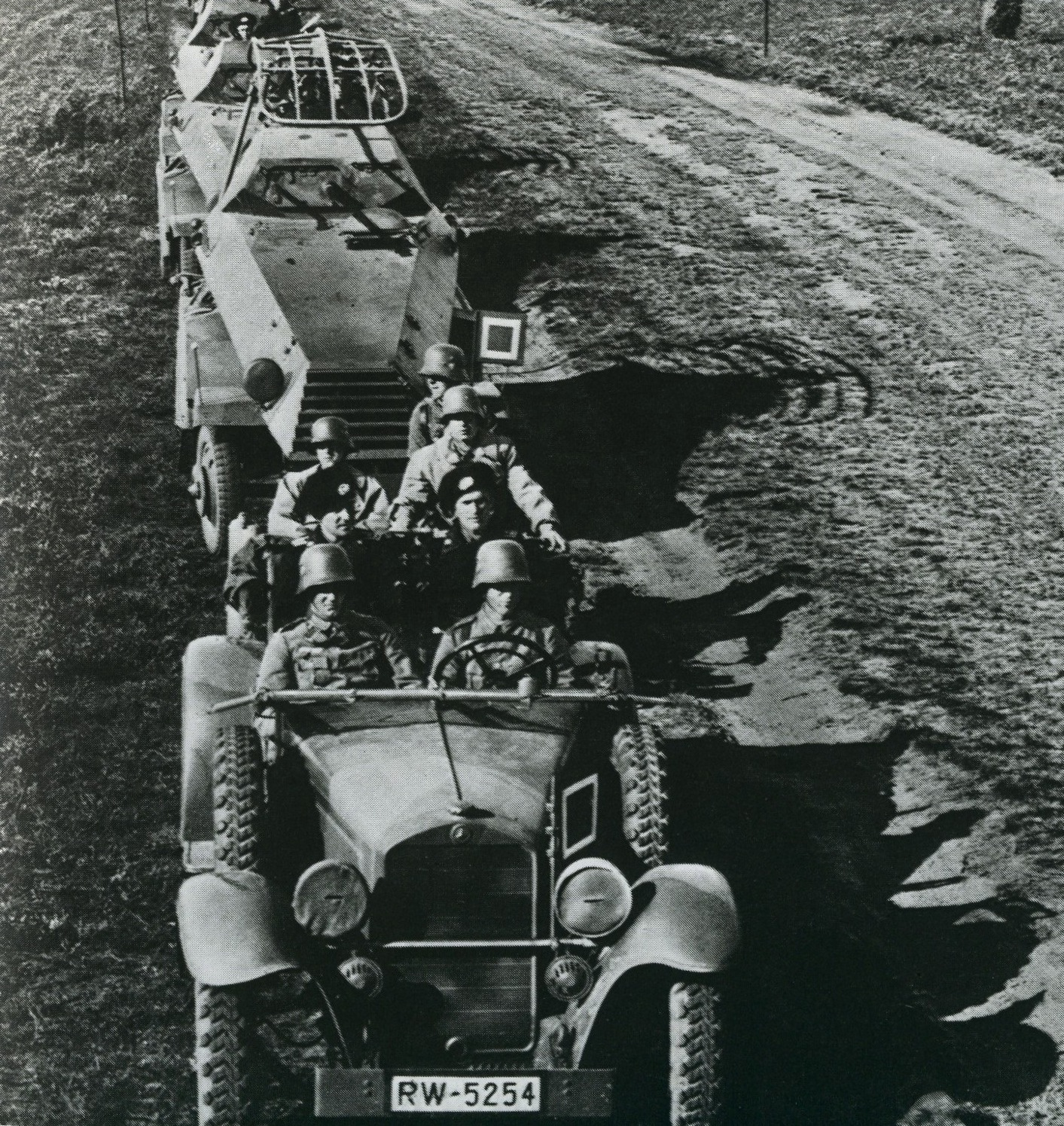
Германская мотопехота на манёврах.
1935 год

В 1922 году генерал Гейнц Гудериан, назначенный служить в инспекторат Моторизованных войск Германии, решил на практике воплотить идею транспортировки пехоты на автомобилях. Главным преимуществом по мнению Гудериана была большая свобода перемещения и высокая мобильность, которую не давала пехоте передвижение пешим строем либо на конном гужевом транспорте, который зависел от поставок фуража, ограниченного дистанцией в 100 километров от ближайшей железнодорожной станции. По мнению Гудериана, полноценное использование танковых формирований могло быть возможным исключительно в общем взаимодействии с моторизованной пехотой. Наличие моторизованной пехоты считалось Гудерианом главным условием развития танковых войск:

…Основная задача моторизованной пехоты поддержки — следовать за атакующими танками на той же скорости и без промедления развивать и завершать достигнутые ими успехи…— Гейнц Гудериан. «Внимание, танки! История создания танковых войск»
Гудериан считал, что грузовые автомобили, не обеспеченные бронированием и повышенной проходимостью, не обеспечивают всем требованиям, предъявляемым к современным танковым войскам. Решение проблемы он видел в насыщении войск средствами транспортировки на основе бронированных машин на гусеничном или полугусеничном ходу.
В период с 1933 по 1939 годы происходило масштабное развёртывание Вермахта. Промышленность Германии пыталась освоить массовый выпуск необходимого количества военной техники. Несмотря на все предпринимаемые усилия, к 1939 году укомплектовать танковые дивизии достаточным количеством автомобилей не получилось. К началу Второй мировой войны танковая дивизия Вермахта располагала только 2060 автомашинами. Первым бронетранспортёром для моторизованной пехоты, принятым на вооружение в тот период, стал Sd Kfz 251 на полугусеничном ходу.

#### Великобритания
В 1923 году в ходе подавления восстания в Ираке, британские войска успешно использовали взаимодействовавшие вместе моторизованные и танковые части. Несмотря на положительный опыт, к 1928 году все моторизованные части, оснащённые полугусеничными транспортёрами, расформированы. По мнению историков, на такой шаг британских военных подтолкнуло мнение французских военных теоретиков, предполагавших, что танковые формирования должны действовать исключительно для поддержки обычной пехоты (без средств передвижения)

#### СССР

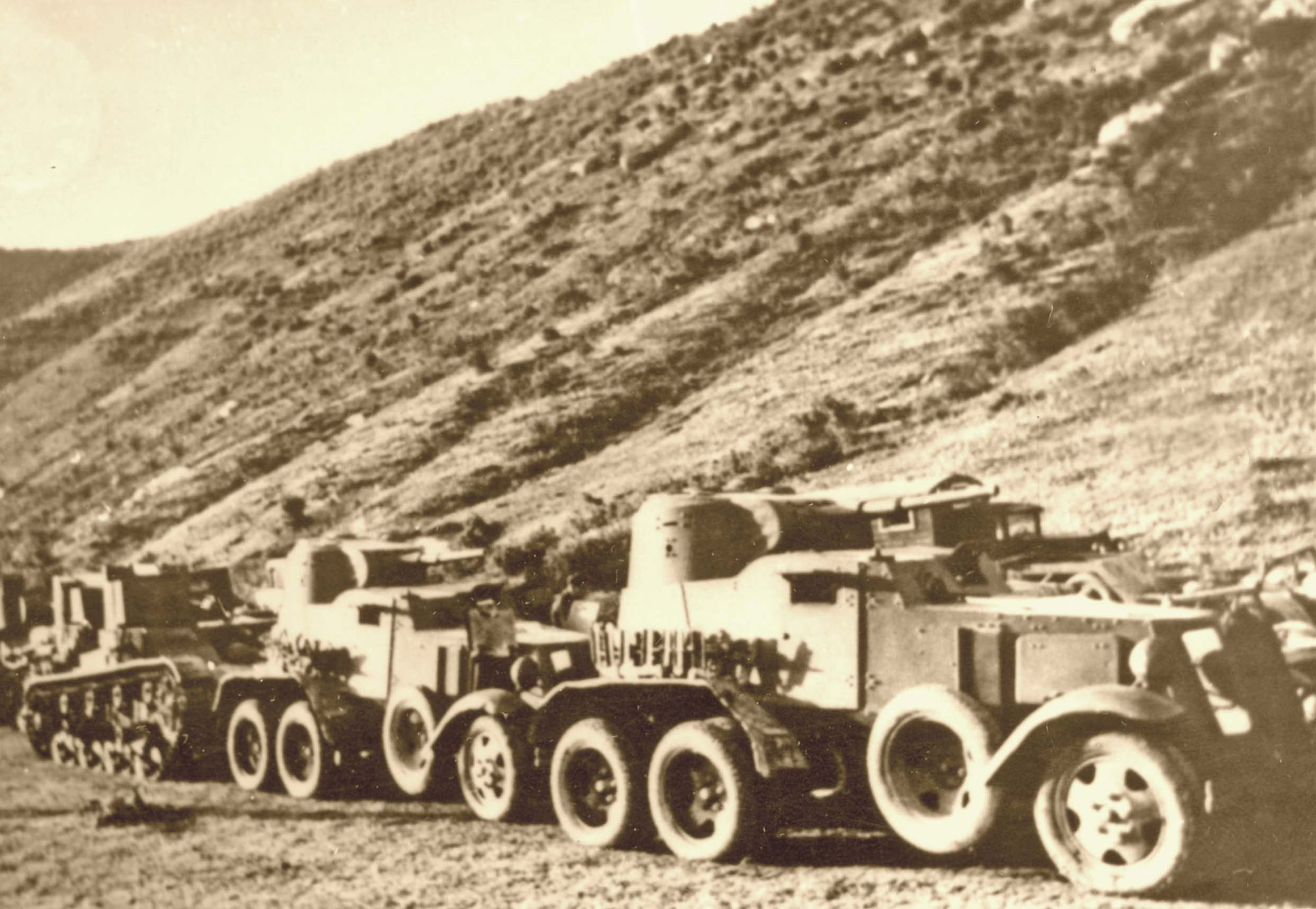
Бронеавтомобиль БА-10.
Применялся как средство огневой поддержки советской мотопехоты.
Присоединение Бессарабии
и Северной Буковины. 1940 год

Военные теоретики в Советском Союзе полностью разделяли германскую концепцию развития моторизованной пехоты как главного условия развития танковых войск.
Летом 1929 года в качестве эксперимента по отработке рационального штата, создан опытный механизированный полк, состоявший из танкового батальона, артиллерийской батареи, автобронедивизиона и мотострелкового батальона. Автобронедивизион представлял собой дивизион бронированных автомобилей вооружённых пулемётами, а мотострелковый батальон — стрелковый батальон, передвигавшийся на грузовых автомобилях (моторизованный батальон).
3 ноября 1929 года создано Управление по Механизации и Моторизации РККА (УММ), которое 22 ноября 1934 года переименовано в Автобронетанковое управление, также отвечавшее за механизацию и моторизацию войск.
1 августа 1931 года Совет Труда и Обороны принял «Большую танковую программу», по которой для создания новых моторизованных формирований требовалось изготовить и передать РККА 10 000 грузовых автомобилей.
В марте 1932 года созданы первые 2 механизированных корпуса, в состав которых вошли соединения и части моторизованной пехоты (мотострелковые батальоны и мотострелковые бригады).
В 1939 году по плану реорганизации сухопутных сил предлагалось создать в них 15 моторизованных дивизий состоящих из 4 полков (2 мотострелковых, артиллерийский и танковый).
В 1940 году объявлено о создании механизированных корпусов состоящих из 2 танковых и 1 моторизованной дивизий, мотоциклетного полка, дорожного батальона и батальона связи, авиационной эскадрильи.
На начало Великой Отечественной войны в советской моторизованной пехоте не имелось бронетранспортёров. Перевозку личного состава производили грузовые автомобили. В качестве бронированных боевых машин для огневой поддержки спешившейся пехоты использовались танки танкового полка моторизованной дивизии (танкового батальона мотострелковой дивизии) и бронеавтомобили, в основном БА-10 и БА-20. Количество бронетехники по моторизованным дивизиям существенно различалось. В некоторых из них было от 20 до 50 бронеавтомобилей и от 100 до 150 танков.

### Вторая мировая война

#### Германия

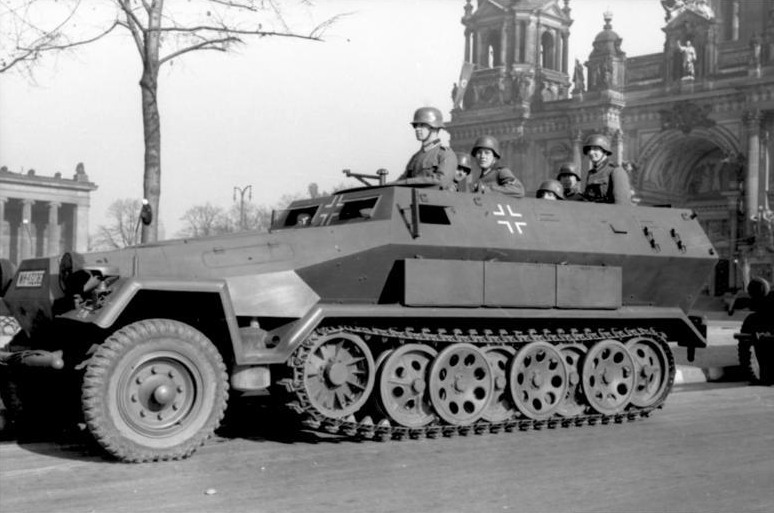
Основной бронетранспортёр моторизованной пехоты Вермахта Sd Kfz 251 времён Второй мировой войны.
Берлин. 1940 год

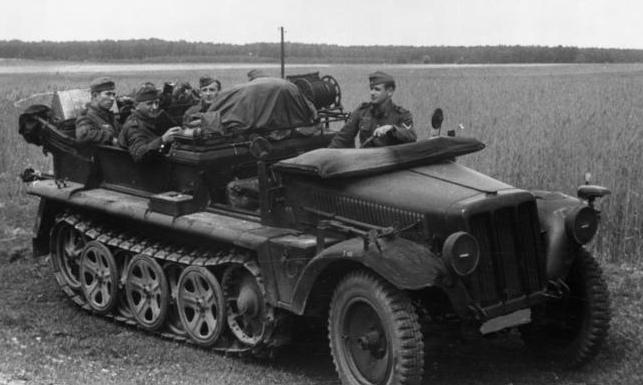
Средство моторизации Вермахта — полугусеничный тягач SdKfz 10.
Оккупированная территория СССР.
Июнь 1941

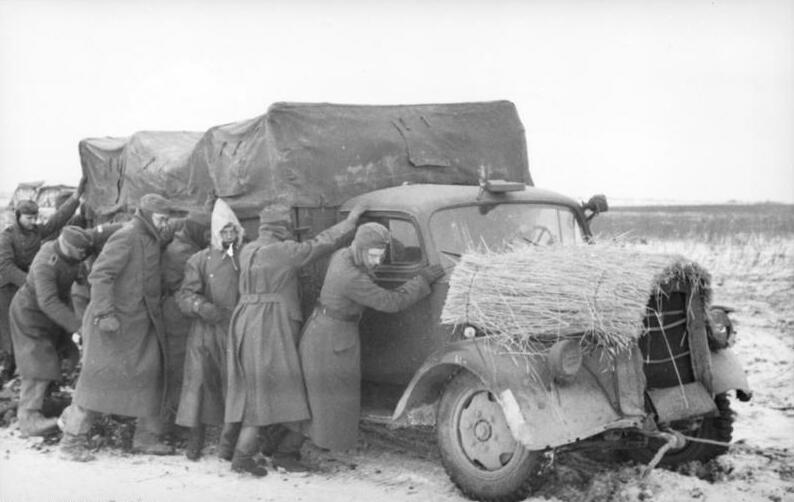
Грузовой автомобиль Opel Blitz.
Самое массовое средство моторизации Вермахта во Второй Мировой войне.
Оккупированная территория СССР.
Октябрь 1941

Опыт, полученный германской моторизованной пехотой в польской кампании 1939 года, выявил недостаточность вооружения моторизованной пехоты. Требовалось дополнительное насыщение моторизованных формирований пулемётами и внедрение нового класса машин — бронетранспортёров, которые позволяли пехоте вести огонь, не спешиваясь с защищённого борта машины. Практика боевых действий в Польше показала, что спешивание пехотинцев на передовой существенно сдерживает темп наступления танковых формирований.
В боях с частями РККА на начальной стадии войны использование моторизованной пехоты дало положительный эффект на общую ситуацию в пользу германских войск. Моторизованная пехота, поддерживавшая танковые формирования, позволяла осуществлять высокий темп наступления вглубь советской территории. Общий темп продвижения войск подорван только осенью 1941 года, когда выяснилась степень неприспособленности средств моторизации Вермахта к осеннему бездорожью. Холодная зима 1941—1942 годов, а также сложности в техническом обеспечении войск, также существенно ослабили боевые возможности мотопехоты. С дальнейшим ходом боевых действий и потерями в технике моторизованная пехота Вермахта постепенно переходила к тактике действий пехоты в пешем порядке.
Новый толчок в использовании моторизованной пехоты произошёл летом 1942 года в ходе наступления Вермахта на южном направлении. Отработка взаимодействия моторизованных и танковых подразделений внесли новые тактические приёмы на поле боя. Дополнительно шла установка на бронетранспортёры более мощного вооружения, что в принципе переводило их из средств моторизации пехоты в средства механизации. Так на бронетранспортёры установлены короткоствольные 75-мм артиллерийские орудия, что существенно повысило боевую автономность мотопехоты.
Зимой 1942—1943 года, с поражением в Сталинградской битве, моторизованная пехота Вермахта утратила инициативу.
Весной 1943 года Гейнц Гудериан назначен генеральным инспектором танковых войск. Одной из предстоящих задач по реформе танковых войск он видел усиление формирований моторизованной пехоты огневыми средствами. В моторизованные полки были переданы огнемётные танки. В моторизованные роты на бронетранспортёры устанавливались 37-мм противотанковые орудия. По его инициативе часть моторизованных дивизий (по факту частично механизированной пехоты) стали называться танково-пехотными (нем. Panzergrenadier division) вместо прежнего названия моторизованные (нем. Infanterie-Division (motorisiert)). При этом российские военные историки отмечают, что по донесениям разведывательных органов Красной армии некоторые из моторизованных дивизий (танково-пехотные дивизии) накануне Курской битвы, в действительности были организованы по штату танковых дивизий. К таковым, к примеру, относятся 1 дивизия вермахта «Великая Германия» и 4 дивизии войск СС: «Лейбштандарт СС Адольф Гитлер», «Рейх», «Мертвая голова», «Викинг». Эти соединения до октября—ноября 1943 года числились как моторизованные дивизии, после чего официально переименованы в танковые.
Курская битва выявила недостаточную численность моторизованной пехоты. Наступление танковых формирований вермахта было сковано отставанием от их порядков моторизованной пехоты, что приводило к перераспределению и восполнению потерь советской противотанковой артиллерии. Растущие потери моторизованных подразделений не в состоянии были обеспечить поддержку танков и защиту как от действий советской пехоты так и советских танков.
В связи с постоянной нехваткой бронетранспортёров из-за боевых потерь и возможностей германской промышленности основным средством моторизации пехоты вермахта оставались грузовые автомобили, главным из которых был самый массовый грузовик, выпускавшийся промышленностью Третьего Рейха — Opel Blitz. К примеру на сентябрь 1939 года, к началу польской кампании из порядка 400 германских мотопехотных рот только 3 имели на оснащении бронетранспортёры Sd Kfz 251. К маю 1940 года во время французской кампании из 80 германских моторизованных батальонов только 2 располагали бронетранспортёрами. В сентябре 1943 года из 226 мотопехотных батальонов бронетранспортёры имелись уже в 26.
Последним совместным сражением, в которых участвовали германские танковые войска и моторизованная пехота, стало Арденнское сражение.
По существу вермахт первым в военной истории отработал на практике взаимодействие моторизованной и механизированной пехоты с танковыми подразделениями
В связи с высокими потерями бронетранспортёров и грузовых автомобилей, германская моторизованная пехота вынуждена была применять метод советского танкового десанта, заключавшийся в том, что пехотинцы передвигались на марше и доставлялись на поле боя на броне танка
В апреле 1944 года 2 моторизованные дивизии СС переформированы в танковые дивизии. На лето — осень 1944 года в войсках СС числилось 6, а в вермахте 16 моторизованных дивизий.

#### СССР

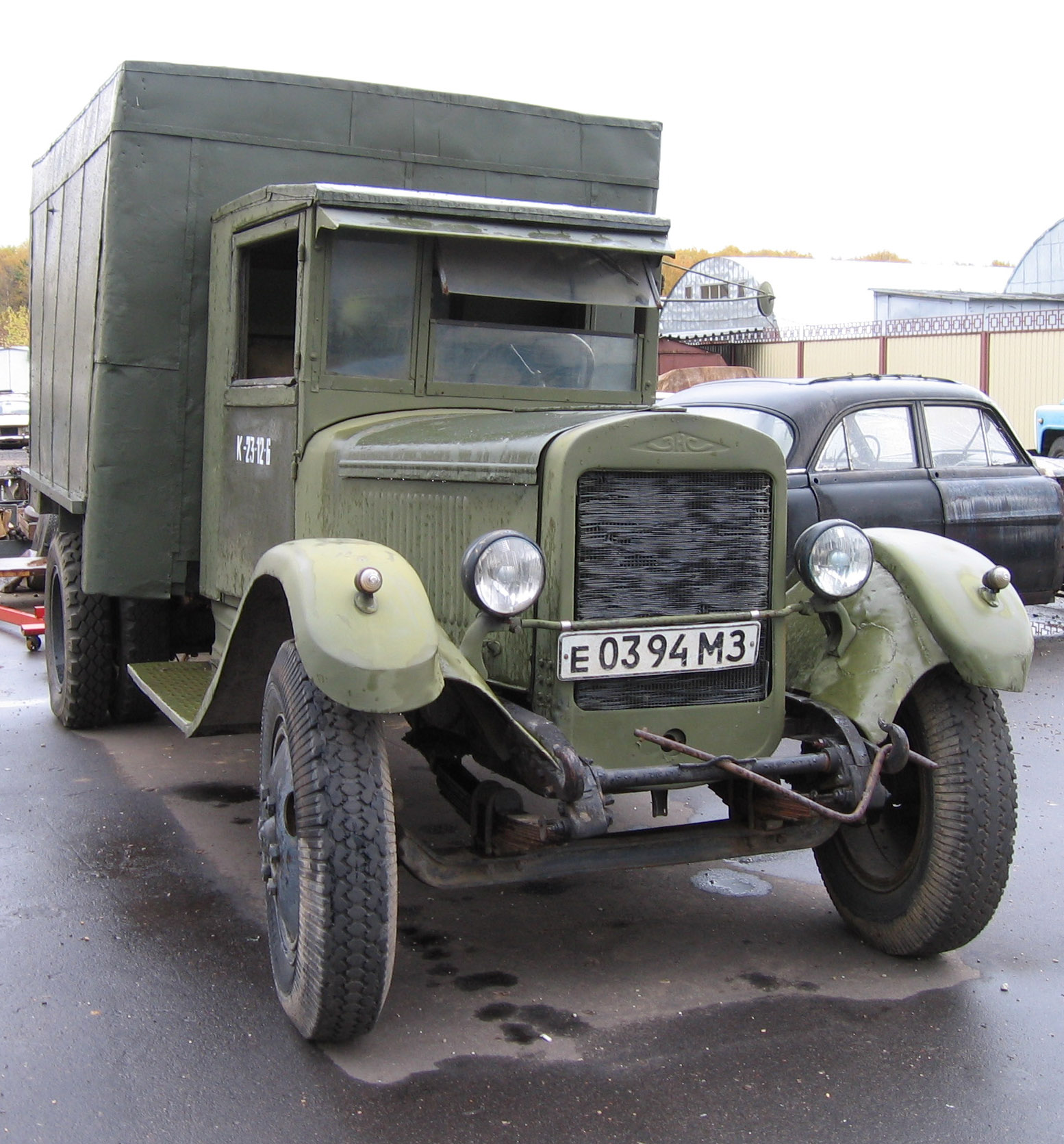
Грузовик ЗИС-5 — основное средство моторизации в мотострелковых частях РККА

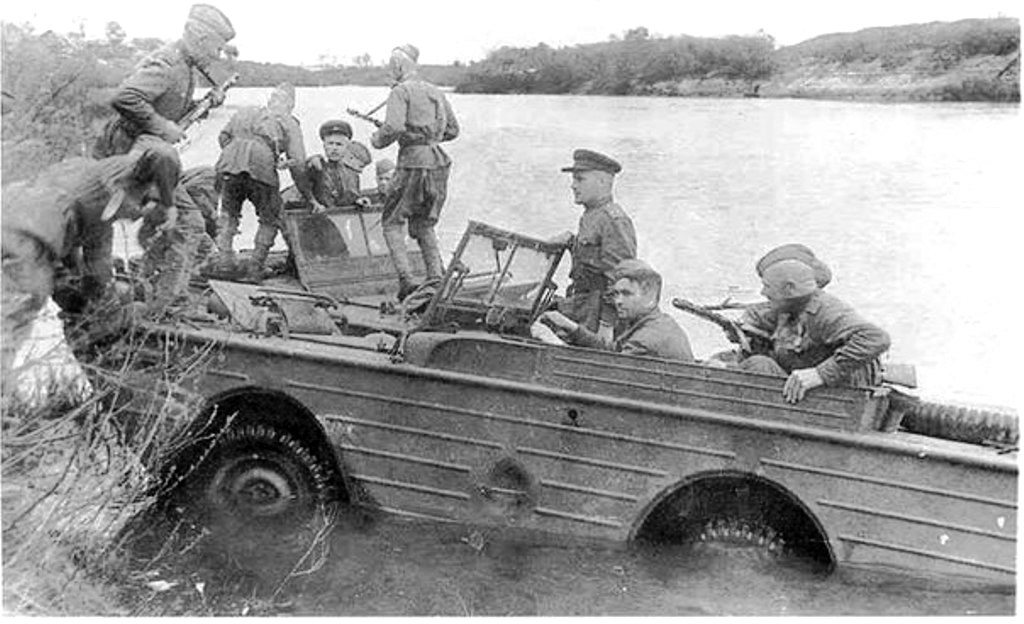
Амфибия Ford GPA — основное средство моторизации отдельных моторизованных батальонов ОСНАЗ.
1944 год

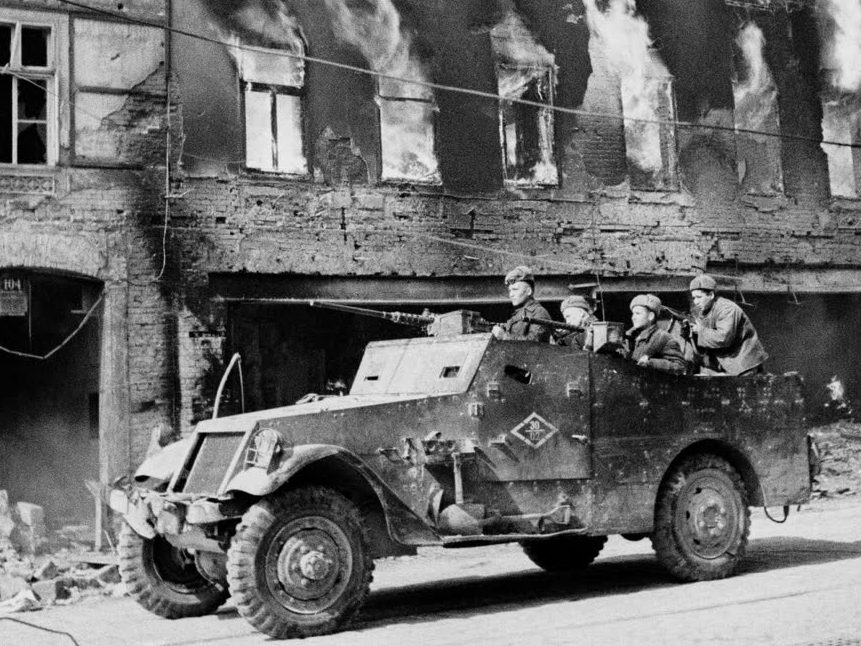
M3 Scout Car — основное средство моторизации разведывательных подразделений мотопехоты РККА.
1-й гвардейский механизированный корпус.
Берлин. 1945 год

С началом боевых действий в РККА были произведены кардинальные реформы по изменению штатной структуры Автобронетанковых войск.
23 августа 1941 года приказом НКО СССР танковые дивизии подлежали расформированию, а вместо них было положено начало созданию танковых бригад и отдельных танковых батальонов. Опыт первых боёв показал, что танковые подразделения не в состоянии вести полноценные боевые действия без приданной моторизованной пехоты, способной быстро передвигаться в боевых порядках танков. Согласно штату № 010/75-010/83 основу танковой бригады составлял танковый полк численностью 548 человек и моторизованный полк на 709 человек.
31 марта 1942 года было начато формирование танковых корпусов, в состав которых входили 3 танковые и 1 мотострелковая бригада. В мотострелковой бригаде корпуса насчитывалось 2997 военнослужащих. Основу бригады составляли 3 мотострелковых и 1 танковый батальон.
8 сентября 1942 года началось формирование механизированных корпусов, которые отличались от танковых корпусов преобладанием моторизованных формирований. Данные объединения были в первую очередь созданы для участков фронта со сложно пересечённой местностью, ограничивавшей продвижение танков. Основу механизированного корпуса составляли 1 танковая бригада и 3 механизированные бригады. В отличие от довоенного периода, механизированная бригада осени 1942 года представляла собой не танковое соединение, состоящее из нескольких танковых батальонов, а смешанное соединение из танковых и моторизованных батальонов. В общей сложности было сформировано 68 механизированных бригад.
В отличие от формирований германской мотопехоты, советская мотопехота не имела бронетранспортёров для перевозки личного состава. Весь личный состав мотострелковых батальонов передвигался на грузовиках ЗИС-3 и ЗИС-5, общее число которых в батальоне было около 80 единиц. С 1943 года по Ленд-Лизу, советская мотопехота стала получать на оснащение трёхосные грузовики Studebaker US6 повышенной проходимости
Для проведения разведывательно-дозорных действий, а также осуществления огневой поддержки спешившейся пехоты, в мотострелковых бригадах имелось малое количество бронеавтомобилей, вооружённых пулемётами типа БА-64, БА-10 или БА-20 в количестве 7 единиц.
С 1942 года для моторизации разведывательных подразделений мотострелковых частей РККА использовались поставляемые по Ленд-лизу американские 4-колёсные бронетранспортёры М3А1 «Скаут Кар». Всего было поставлено 3034 единицы. По данному показателю он стал самым массовым бронетранспортёром в советских войсках.
Также для моторизации разведывательных формирований в Красной армии использовались мотоциклы. На окончание боевых действий в мае 1945 года в Действующей армии числилось 4 отдельных, 37 корпусных мотоциклетных батальонов и 11 отдельных мотоциклетных полков.
На заключительной стадии войны в апреле 1944 года в Красной армии были сформированы 11 отдельных моторизованных батальонов Особого Назначения (омб ОСНАЗ). По существу они предоставляли собой моторизованный батальон пехоты с приданными сапёрными подразделениями, предназначенный для форсирования водных преград, удержания и разминирования плацдарма для наступающих войск. Основным средством моторизации омб ОСНАЗ служили автомобили-амфибии американского производства Ford GPA в количестве 100 единиц на батальон, поставленные в СССР под Ленд-лизу. Всего было поставлено по разным источникам от 2200 до 3500 единиц данной модели.

#### США

##### Моторизация простой пехоты

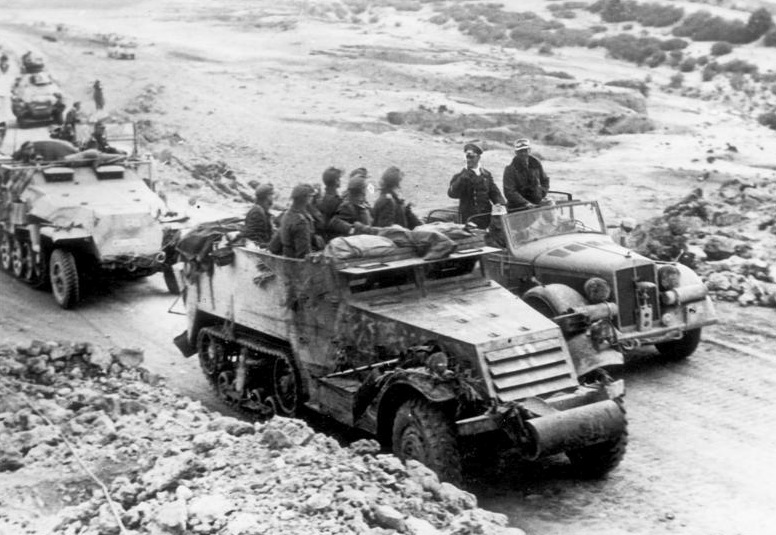
М3 — основной бронетранспортёр мотопехоты США во Второй мировой войне.
На фото генерал Роммель на фоне трофейной технике.
Северная Африка. 1942 год

В отличие от Советского Союза, все пехотные дивизии США были почти полностью моторизованы. Из 89 американских дивизий, действовавших против Вермахта, 67 дивизий было пехотными. По штату пехотной дивизии, введённой в июне 1941 года, на 15 875 человек личного состава из средств моторизации приходилось 1323 автомобиля различных типов и 168 мотоциклов. В каждом пехотном полку числилось 127 грузовых автомобилей и 44 джипа. Для сравнения на тот исторический период в стрелковой дивизии РККА на 14 483 человека личного состава приходилось только 558 различных автомобилей и 14 мотоциклов. При этом непосредственно в стрелковых полках было по штату только 18 грузовых автомобилей.
На опыте противостояния СССР и Германии, военное руководство США пришло к выводу, что использование соединений исключительно из танковых частей недопустимо. В марте 1942 года штат танковых дивизий были включены части артиллерии и моторизованной пехоты. Отличием американской бронетанковой дивизий от штата советских танковых дивизий первоначального этапа войны и германских танковых дивизий стала ликвидация полковых структур. Основу бронетанковой дивизии образца 1942 года составляли 3 танковых батальона, 3 батальона мотопехоты и 3 артиллерийских дивизиона. Всего было создано 16 бронетанковых дивизий.
Промышленность США в освоила массовое производство бронетранспортёров различного предназначения. В основном упор делался на бронетранспортёры на полугусеничном ходу. Только бронетранспортёров М3 изготовлено 31 176. В Советский Союз эта машина поставлялась по ленд-лизу в колёсной модификации М3А1.

##### Моторизация морской пехоты

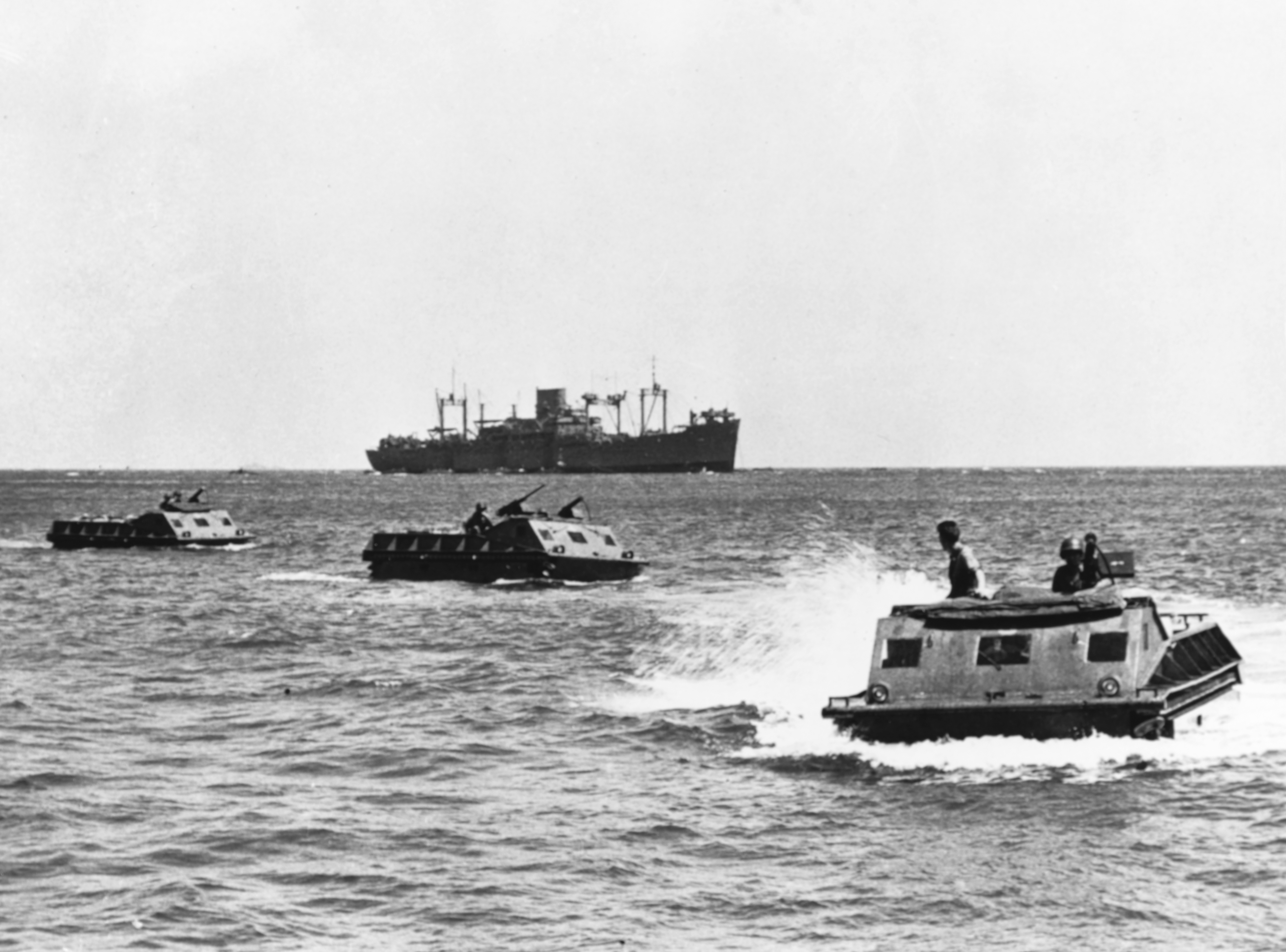
Морская пехота США на транспортёрах LVT(1) при высадке на Гуадалканал.
Август 1942 года

Особо стоит отметить передовую роль США в моторизации морской пехоты. Географическое положение США и оторванность от главных театров военных действий во Второй мировой войне, принудили командование ВС США планировать крупные морские десантные операции по высадке войск. Для осуществления подобных операций требовалась специальная техника, которая позволяла бы доставлять личный состав с больших десантных кораблей к пологим берегам, как к более удобным для десантирования войск. По мнению американских инженеров, рациональным средством для высадки войск должны были стать плавающие автомобили (амфибии), которые, спускаясь по рампе корабля в море на большом удалении от берега, вплавь добирались до него.
В отличие от моторизации пехоты, которая необходима была для взаимодействия с танковыми подразделениями, моторизация морской пехоты преследовала только цель доставки личного состава на берег и подвоза снабжения с кораблей. Конструктивные особенности амфибий ограничивают её бронирование.
США первыми среди государств участников Второй мировой войны приступили к проектированию амфибий для военных нужд и освоили их массовый выпуск. В короткие сроки после вступления в войну, на основе полноприводных грузовых и легковых автомобилей повышенной проходимости, были созданы разные типы амфибий по количеству перевозимого личного состава и грузоподъёмности. В первую очередь для высадки боевых подразделений была разработана трёхосная амфибия DUKW-353, способная принять на борт взвод пехотинцев (до 30 человек) или взять груз весом 2,5 тонны. Всего автомобильной компанией «Дженерал моторс» произведено 21 147 единиц, из которых по программе ленд-лиза в СССР поставлено 586 единиц. За основу конструкции взят трёхосный полноприводной грузовик GMC CCKW. Для моторизации подразделений разведки и связи на базе Ford GPW создана малая амфибия для 5 человек Ford GPA, произведённая в количестве 12 774 единиц.
Также в США создано семейство амфибии на гусеничном ходу Landing Vehicle Tracked (сокращённо LVT), обладавшие большей грузоподъёмностью и проходимостью, чем колёсные амфибии. Всего выпущено 18 620 LVT в разных модификациях.

### Послевоенный период

#### СССР

##### Переход от моторизованной пехоты к механизированной

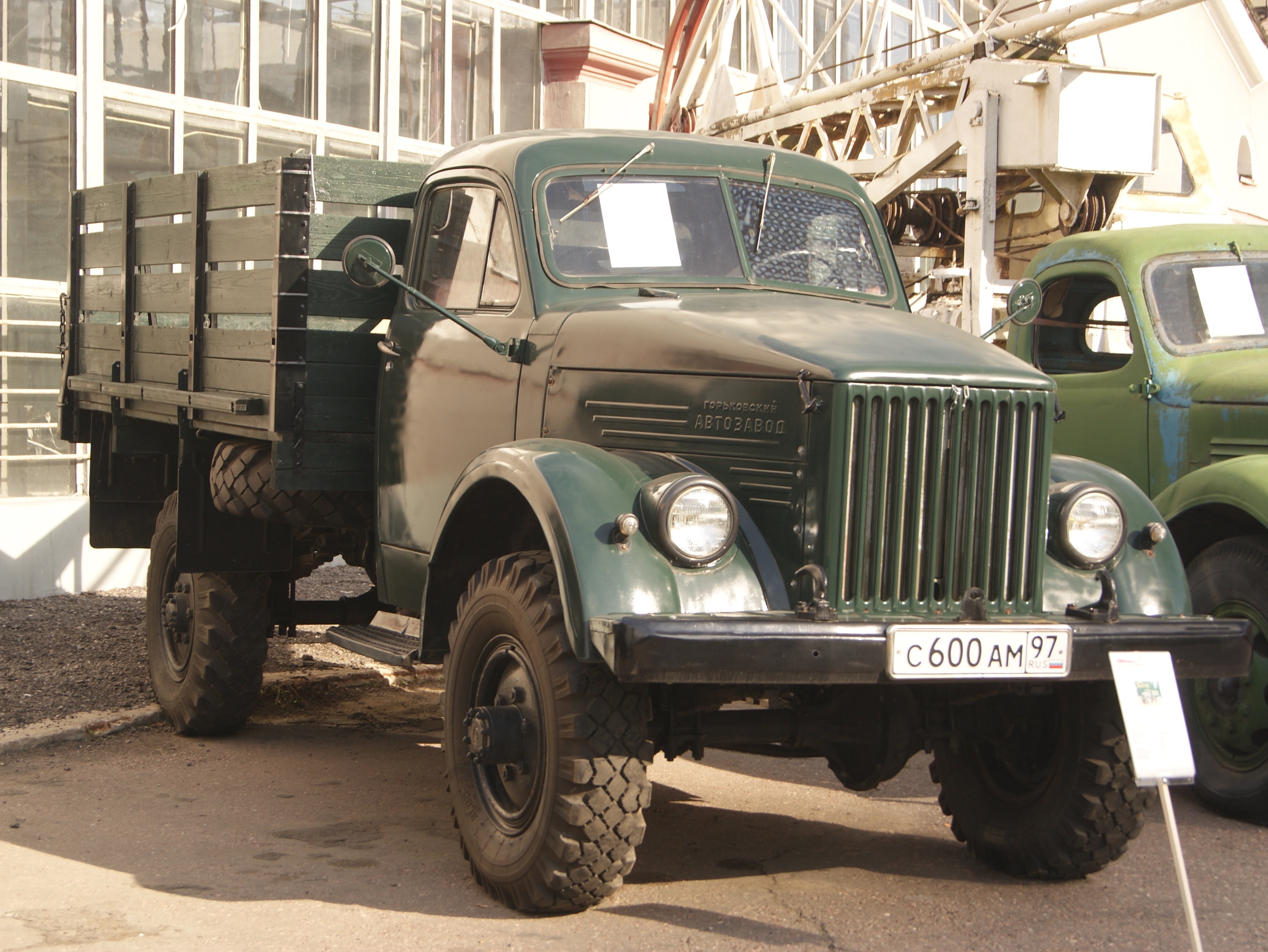
ГАЗ-63 — основное средство моторизации пехоты ВС СССР,
в конце 40-х — начале 50-х годов

Начиная с 10 июня 1945 года большинство стрелковых дивизий и часть механизированных корпусов в составе ВС СССР были переведены на штат механизированных дивизий. На практике это означало для стрелковой дивизии включение в её состав танкового полка и тяжёлого танко-самоходного полка, которые создавались на базе существовавших в годы войны танковых бригад. Механизированные корпуса реформировались в механизированные дивизии путём преобразования бригад в полки. Стрелковые полки в таких дивизиях стали именовать механизированными полками, но по факту они оставались полками моторизованной пехоты, основным средством передвижения которой были грузовые автомобили. Всего было создано с 1945 по 1946 год 60 механизированных дивизий.
Механизированный полк по составу отличался от прежнего стрелкового полка РККА, прежде всего включением танкового батальона. Состав полка стал следующим:
- 3 мотострелковых батальона;
- танковый батальон;
- миномётный батальон;
- артиллерийский дивизион;
- зенитно-пулемётная рота;
- автотранспортная рота;
- другие подразделения боевого и тылового обеспечения.

Личный состав полка насчитывал 2525 человек. На вооружении состояло 30 средних танков, 12 76-мм орудий, 6 120-мм миномётов, 12 82-мм миномётов
.
За годы осуществления программы ленд-лиза СССР получил от США для промышленности и нужд Вооружённых сил 375 883 грузовых автомобиля и 51 503 легковых автомобиля и вездеходов. Фактически благодаря поставкам автомобилей вся Красная армия, пехота которой в начале войны перемещалась в пешем порядке, к окончанию боевых действий оказалась полностью моторизована:

Или возьмем поставки автомобилей. Ведь мы получили, насколько помню, с учетом потерь в пути около 400 тысяч первоклассных по тому времени машин типа «Студебеккер», «Форд», легковые «Виллисы» и «амфибии». Вся наша армия фактически оказалась на колесах, и каких колесах! В результате повысилась её манёвренность, и заметно возросли темпы наступления. Да-а… Без ленд-лиза мы бы наверняка ещё год-полтора лишних провоевали.— Анастас Микоян. «Говорят сталинские наркомы»
Считается, что в период с 1946 по 1947 год моторизация Сухопутных войск СССР была полностью завершена.
Последними массовыми грузовыми автомобилями, являвшимися основным средством моторизации пехоты (стрелковых войск) ВС СССР со второй половины 40-х и в первой половине 50-х годов, были машины ГАЗ-51 и её полноприводная версия ГАЗ-63, которыми перевозились стрелковые отделения в 9—12 человек.
В послевоенный период руководство ВС СССР начало постепенный процесс механизации пехоты, главной целью которого было насыщение войск боевыми бронированными машинами, способными доставить личный состав на поле боя. За основу разработки боевых машин был взят опыт использования бронетранспортёров в боевых условиях, полученных как по программе Ленд-лиза от США типа 4-колёсного M3 Scout Car и полугусеничного М3, так и захваченных трофейных образцов у Вермахта типа SdKfz 251. В связи с отсутствием конструкторских наработок в этой области у советской оборонной промышленности, первая бронированная машина для пехоты БТР-152 была сконструирована на основе германской SdKfz 251 и полугусеничной версии М3. На вооружение данный образец был принят в 1950 году одновременно с лёгким бронетранспортёром БТР-40, прообразом которому послужил M3 Scout Car. Третьим по счёту бронетранспортёром, поступившим на вооружение ВС СССР в 1954 году, стал гусеничный БТР-50, способный вплавь преодолевать водные преграды. В общей сложности оборонной промышленностью СССР с 1950 года по 1963 годы изготовлено около 3500 БТР-40, 5000 БТР-50 и 12 421 БТР-152. По плану перевооружения требовалось механизировать ими около 120 стрелковых дивизий. Следует учитывать, что некоторая часть выпускавшейся техники поставлялась за рубеж союзникам СССР.
27 февраля 1957 года, по директиве МО СССР и директиве Главнокомандующего Сухопутными войсками от 12 марта 1957 года все стрелковые дивизии и часть механизированных дивизий были переформированы в мотострелковые и танковые дивизии. Считается, что в этот период был полностью завершён переход от моторизации и механизации Советской Армии.

##### Последние формирования моторизованной пехоты

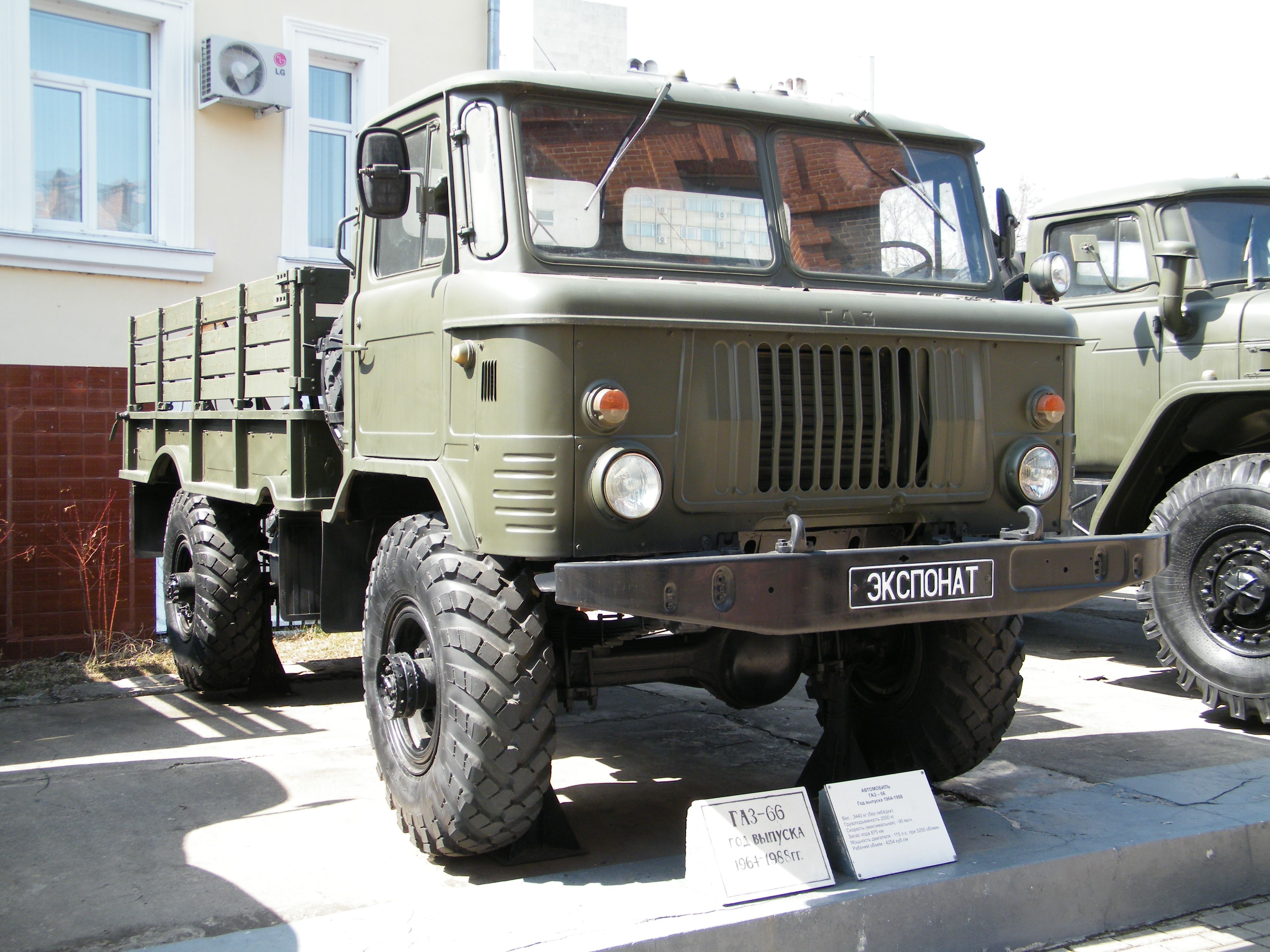
ГАЗ-66 — основное средство моторизации в десантно-штурмовых формированиях Сухопутных войск СССР

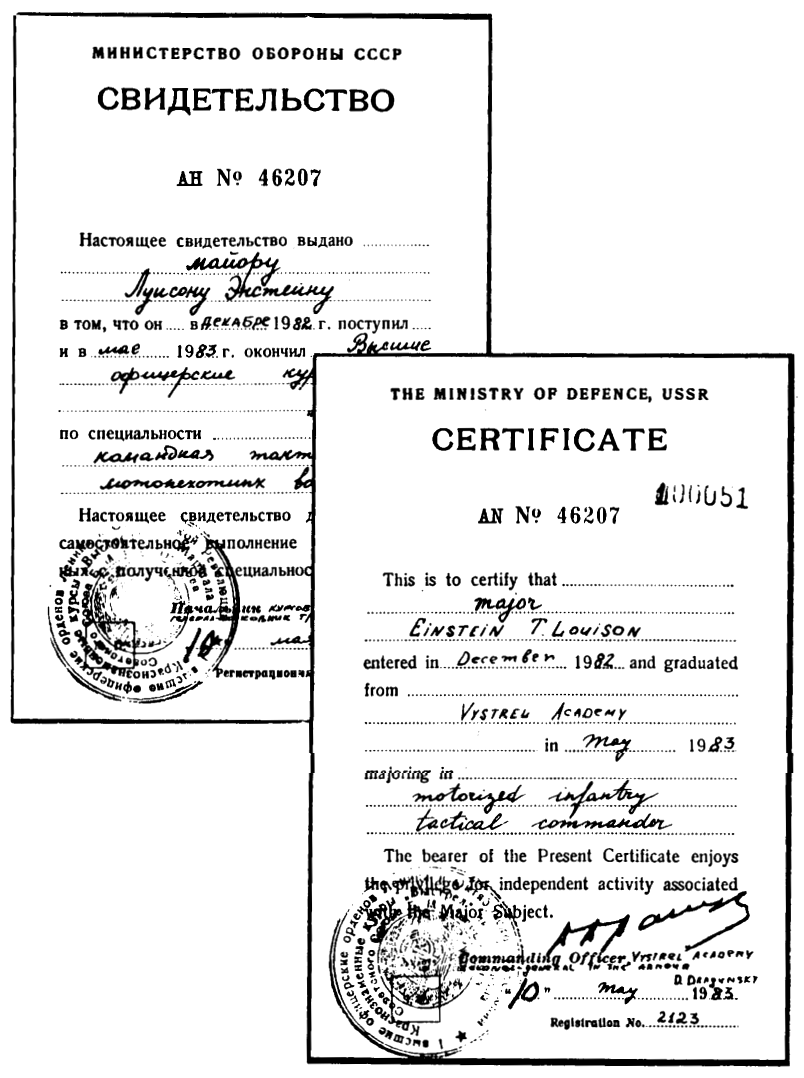
Свидетельство об окончании курсов «Выстрел» по специальности «мотопехотные подразделения», выданное иностранному курсанту (1983)

Вопреки мнению, что боевые подразделения сухопутных войск СССР были полностью механизированы (то есть оснащены боевыми бронированными машинами), в конце 60-х годов были созданы воинские части моторизованной пехоты, в которых личный состав всех либо большинства боевых подразделений для доставки на поле боя использовал грузовые и легковые автомобили повышенной проходимости. Подобные части моторизованной пехоты существовали вплоть до распада СССР.
Речь идёт о десантно-штурмовых формированиях, которые создавались в составе Сухопутных войск СССР в период с 1968 по 1986 годы. Это были отдельные десантно-штурмовые батальоны, полки и бригады. По сути они представляли собой формирования лёгкой пехоты, не имевшей на вооружении бронетранспортёров, БМД или БМП, так как по замыслу командования Сухопутных войск данные формирования планировалось использовать в ближнем тылу противника десантированием с вертолётов посадочным способом. Из 20 отдельных батальонов, 14 бригад и 2 полков только в штате 5 бригад состоял только один механизированный парашютно-десантный батальон, который имел на вооружении БМД-1 и предназначался для парашютного десантирования с самолётов.
Все остальные подразделения передвигались на грузовых автомобилях типа ГАЗ-66, ТПК и УАЗ-469.
До 1980 года в составе ВДВ СССР (которая по сути также относится к разновидности пехоты), в некоторых воздушно-десантных дивизиях из 3 штатных парашютно-десантных полков только 2 имели на вооружении боевые машины десанта. Один полк для передвижения личного состава в пункте постоянной дислокации располагал грузовыми автомобилями ГАЗ-66 и не имел иной авиадесантной бронетехники. По замыслу командования такой полк выбрасывался в тыл противника и действовал в пешем порядке. Неофициально подобный полк в воздушно-десантных дивизиях СССР называли «пеший». К примеру, в 105-й воздушно-десантной дивизии таким полком являлся 111-й парашютно-десантный полк. Частично это было связано с тем, что поставка БМД-1 в воздушно-десантные войска началась в некоторых дивизиях только к 1976 году.
Следует отметить, что ГАЗ-66, который стал основным грузовым автомобилем в ВДВ СССР, производился с 1966 года в специальной авиадесантной модификации (ГАЗ-66Б), со складной брезентовой крышей, с откидными боковыми стёклами в рамке, с телескопической рулевой колонкой и откидной рамой лобового окна. Данные особенности конструкции снижали высоту автомобиля и позволяли его сброс на парашютных системах с самолётов военно-транспортной авиации. При этом впоследствии были успешно отработаны методы выброски базовой версии ГАЗ-66 с жёсткой цельной кабиной.

### Современный период. Лёгкая пехота

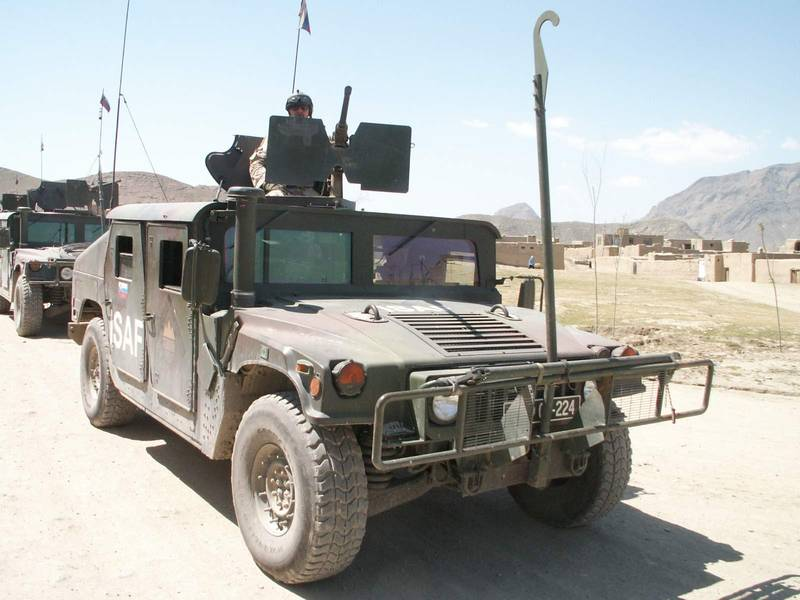
HMMWV M1114 лёгкой пехоты Словении в Афганистане.
2012 год

На данном историческом этапе в вооружённых силах некоторых государств имеются пехотные части и соединения, которые используют для перемещения личного состава не БТР и БМП, а грузовые и легковые автомобили повышенной проходимости, с лёгким бронированием либо без такового. Эти формирования не имеют в своём штате танковых подразделений и артиллерийских подразделений с самоходными орудиями. Касательно таких формирований сейчас принято употреблять термин лёгкая пехота (англ. Light infantry).
При этом под данным термином также обозначают пехоту, перебрасываемую по воздуху вертолётами, что является синонимом для аэромобильных войск, существующих в вооружённых силах некоторых государств, и десантно-штурмовых формирований СВ ВС СССР. Лёгкая пехота, перебрасываемая вертолётами, также имеет на оснащении штатную автомобильную технику.

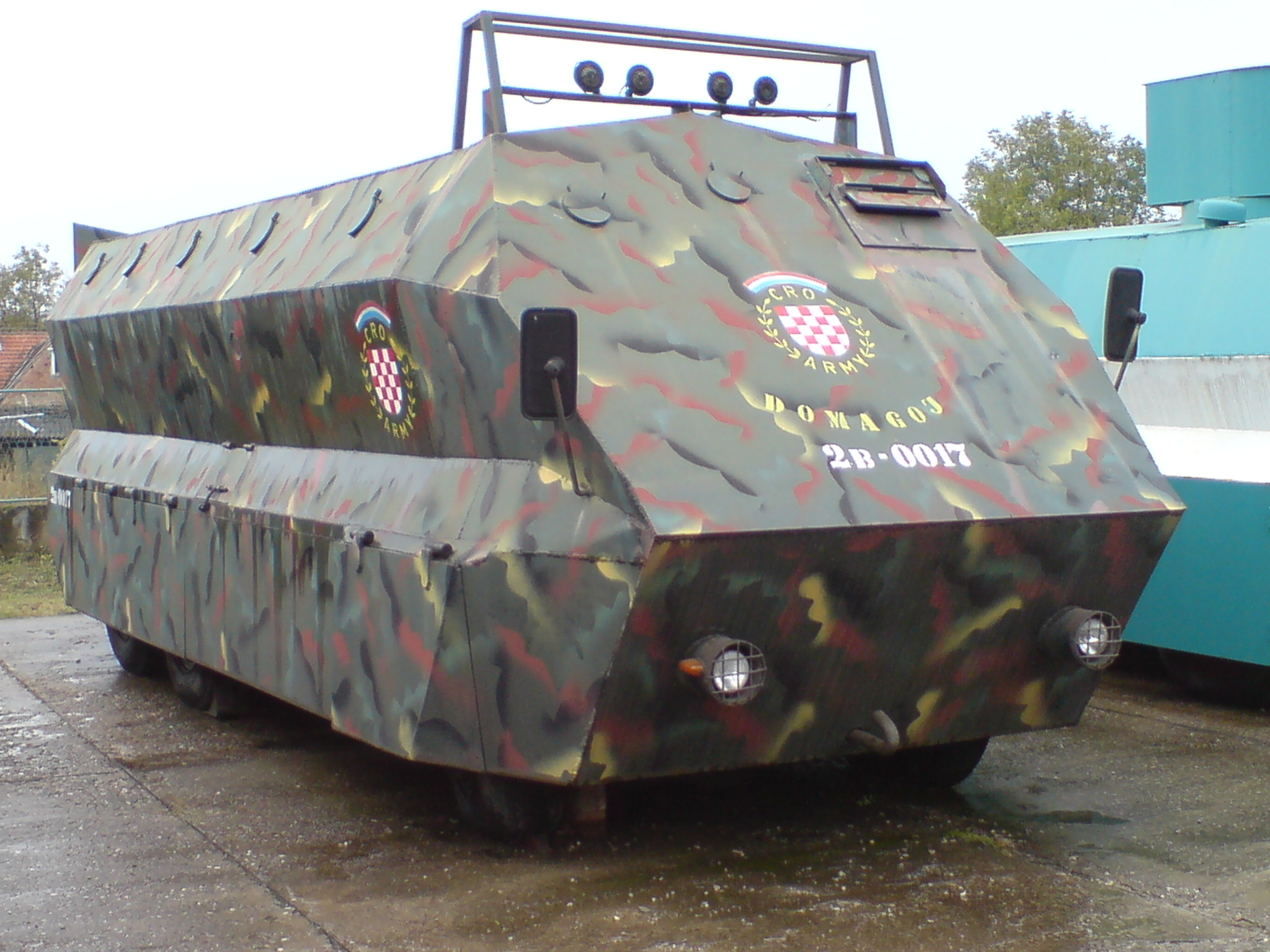
Бронированный грузовик для перевозки лёгкой пехоты.
Хорватия. 2009 год

К примеру, в Армии США имеются следующие формирования лёгкой пехоты:
- 25-я пехотная дивизия
- 10-я горнопехотная дивизия

25-я пехотная дивизия и 10-я горнопехотная дивизия состоят только из моторизованных частей. Лёгкая пехотная дивизия США насчитывает в своём штате около 10 000 человек, средствами моторизации для которых является более 800 автомобилей типа M998 и около 180 мотоциклов.
Согласно современному полевому уставу, принятому в Армии США, лёгкий пехотный батальон представляет подразделение пехотной бригады, состоящее из 3 рот, штабной роты и штаба. Основным средством моторизации в линейных ротах служат 27 автомобилей-вездеходов HMMWV. Также в батальоне дополнительно имеется 4 вездехода HMMWV, оборудованных противотанковыми ракетными установками BGM-71 TOW.
Существование подобных формирований лёгкой пехоты на современном этапе объясняется двумя причинами:
1. Необходимость в быстрой переброске войск военно-транспортной авиацией, для ведения боевых действий в сложных климатических условиях на пересечённой местности, которая ограничивает применение танковых и механизированных частей[42].
2. Недостаточность оборонного бюджета государства для оснащения войск бронетехникой. В такой ситуации в мирное время неразвитые или небольшие государства вынуждены использовать как средство моторизации грузовые автомобили. К таковым государствам, в которых основу сухопутных войск составляет лёгкая (моторизованная) пехота, к примеру, относятся Албания (3 батальона), Черногория (1 бригада), Молдавия (3 бригады и 1 батальон), Сьерра-Леоне (3 бригады), Лаос (5 дивизий, 7 отдельных полков, 65 отдельных рот)[1].

В случае ведения боевых действий и недостатке финансирования как вооружённые силы государства, так и незаконные вооружённые формирования, прибегают к моторизации и механизации пехотных формирований грузовыми автомобилями, автобусами, пикапами и тракторами, переоборудованными под размещение ракетных установок, артиллерийских орудий (зенитных, безоткатных, миномётов и т. д.), крупнокалиберных пулемётов, а также установкой листовой брони для защиты перевозимого личного состава. Подобные конструкции получили название ган-трак (от (англ. gun truck — вооружённый грузовик).